# Inmigración suiza en Brasil
Los suizos fueron los primeros inmigrantes europeos a establecerse en Brasil, después de los portugueses. Brasil es el país con más descendientes de suizos en América Latina.

## Historia
Los primeros inmigrantes suizos llegaron a Brasil en 1819, oriundos de Friburgo. Bautizaron el nuevo asentamiento como Nova Friburgo, en Río de Janeiro. Eran en total 261 familias, totalizando 1.682 inmigrantes. Los colonos suizos fueron atraídos para las sierras de Río de Janeiro por el entonces rey Juan VI, con el interés de poblar la región fluminense y europeizar la zona despoblada. Hoy sus descendientes se encuentran diseminados por miles en toda la sierra fluminense, mezclados con portugueses, negros, italianos, etc.
Otro flujo de inmigrantes suizos fue encaminado a la Región Sur de Brasil durante todo el siglo XIX, sobre todo en la región de Joinville, en Santa Catarina. No se sabe con certeza cuántos suizos arribaron a Brasil, pues muchos eran contados como alemanes, sin embargo la presencia de estos inmigrantes en Río de Janeiro, São Paulo, Espírito Santo y en el Sur de Brasil es notable.